# Карисимби
Връх Карисимби е спящ вулкан в планините Вирунга.
Разположен е точно на границата между Руанда и Демократична република Конго. Намира се в северозападната част на Руанда, на около 60 километра от столицата Кигали.
Висок е 4507 метра. На езика на местните народи името на вулкана означава „бяла черупка“.